# Dasia notatio

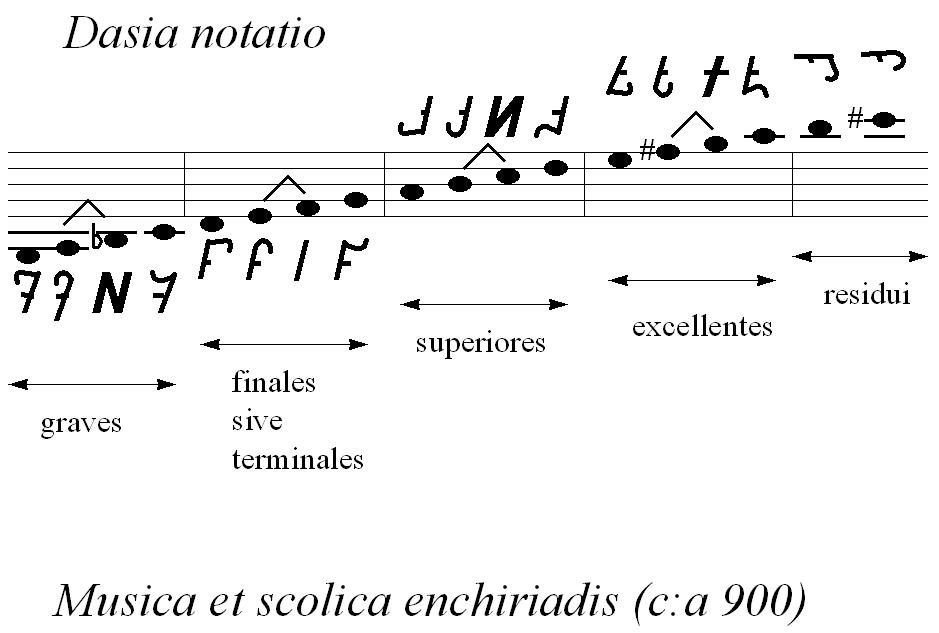
Symboler för Dasia notatio.

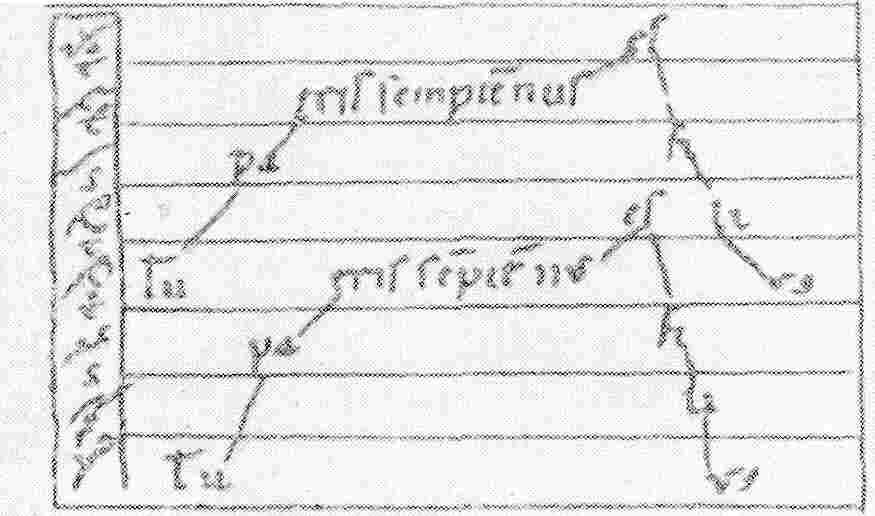
Dasia notatio[n] - vertikal axel toner, horisonellt polyfon sångtext med motsvarande toner.

Dasia notatio eller Dasianotation var en tidig musiknotation/notskrift som användes i teoretiska musikverk, som Musica Enchiriadis från 867(?) av troligen Hoger av Werden eller Otger av St. Pons (tidigare tillskrevs skriften Hucbald).
Notationen använde sig av gamla grekiska tecken (prosodia daseia), som motsvarande tonerna i tetrakorden (till exempel d, e, f, g). Genom att använda tilläggssymboler eller orientering av tecknet kunde man transponera en kvint upp eller ner. Notationen återanvände således en teknik med roterade tecken som uppfanns av de antika grekerna.
Se även Musiknotation.